# Littleville, Alabama
Littleville là một thị trấn thuộc quận Colbert, tiểu bang Alabama, Hoa Kỳ. Dân số năm 2009 là 1042 người, mật độ đạt 81 người/km².